# WarnerTV Film
WarnerTV Film (anteriormente Turner Classic Movies y TNT Film) es un canal de televisión por suscripción alemán propiedad de Warner Bros. Discovery, dedicada principalmente a la emisión de películas, tanto en su idioma original como dobladas al alemán.
El canal se lanzó en diciembre de 2006 bajo el nombre de Turner Classic Movies con una programación de 24 horas. Primero estuvo en la plataforma por satélite Arena; posteriormente empezó a estar disponible a través de otros distribuidores, incluido Premiere, a partir de septiembre de 2007. 
El 4 de julio de 2009, el canal fue rebautizado como TNT Film y comenzó a emitir películas más recientes de forma más frecuente. El canal también cambió a la relación de aspecto de pantalla ancha (16:9).
En agosto de 2013, SES Platform Services (posteriormente MX1, ahora parte de SES Video) ganó una licitación internacional de Turner Broadcasting System, para proporcionar los servicios de reproducción para TNT Film, TNT Serie, TNT Glitz, Cartoon Network, Boomerang y CNN International (en sus versiones SD y HD) para el mercado en alemán, además de la digitalización del contenido existente de Turner y la reproducción de los contenidos de Turner bajo demanda y por internet en Alemania, Austria, Suiza y la región del Benelux, a partir de noviembre de 2013. 
Kabelkiosk de M7 Group dejó de transmitir TNT Film el 1 de marzo de 2017.
El 14 de junio de 2021 se anunció que el canal sería renombrado como WarnerTV Film a partir del 25 de septiembre de 2021.

## Logotipos

2006-2009
2009-2016
2010-2016 (señal HD)
2016[3] -2021
2016-2021 (señal HD)
Desde 2021